# Talaus limbatus
Talaus limbatus är en spindelart som beskrevs av Simon 1895. Talaus limbatus ingår i släktet Talaus och familjen krabbspindlar. Inga underarter finns listade i Catalogue of Life.